# تاکایوکی هاتوری
تاکایوکی هاتوری (انگلیسی: Takayuki Hattori؛ زادهٔ ۲۱ نوامبر ۱۹۶۵) رهبر (موسیقی)، و آهنگساز اهل ژاپن است. وی از سال ۱۹۸۸ میلادی تاکنون مشغول فعالیت بوده‌است.